# Grachovskij rajon
Il Grachovskij rajon (in russo Граховский район?, in lingua udmurta Грах ёрос) è un municipal'nyj rajon della Repubblica Autonoma dell'Udmurtia, in Russia. Istituito il 15 luglio 1929, occupa una superficie di circa 970,58 chilometri quadrati, ha come capoluogo Grachovo e una popolazione di 8 805 abitanti. Il distretto è suddiviso in 8 comuni rurali.